# Gião (Santa Maria da Feira)
Gião é uma localidade portuguesa do Município de Santa Maria da Feira que foi sede da extinta Freguesia de Gião, freguesia que tinha 3,57 km² de área e 1 815 habitantes (2011), e, por isso, uma densidade populacional de 508,4 hab/km².
A Freguesia de Gião foi extinta (agregada) pela reorganização administrativa de 2012/2013, tendo o seu território sido agregado ao das Freguesias de Lobão, de Louredo e de Guisandede para criar a União das Freguesias de Lobão, Gião, Louredo e Guisande.
Localizava-se na metade setentrional do município e distava cerca de onze quilómetros para nordeste da capital feirense, a antiga Freguesia de Gião surgia encaixada entre as congéneres de Lobão (a oeste), de Vila Maior (a noroeste), de Canedo (a nordeste), de Louredo (a sudeste) e de Guisande (a sul).
A Freguesia de Gião, que terá nascido no vale da chamada "Quinta da Beira", era composta pelos lugares de Azevedo, Beira, Boavista, Canedinho, Casal, Fundo de Aldeia, Godinho, Outeiro e Pomar.

## População
| Número de habitantes residentes | Número de habitantes residentes | Número de habitantes residentes | Número de habitantes residentes | Número de habitantes residentes | Número de habitantes residentes | Número de habitantes residentes | Número de habitantes residentes | Número de habitantes residentes | Número de habitantes residentes | Número de habitantes residentes | Número de habitantes residentes | Número de habitantes residentes | Número de habitantes residentes | Número de habitantes residentes |
| ------------------------------- | ------------------------------- | ------------------------------- | ------------------------------- | ------------------------------- | ------------------------------- | ------------------------------- | ------------------------------- | ------------------------------- | ------------------------------- | ------------------------------- | ------------------------------- | ------------------------------- | ------------------------------- | ------------------------------- |
| 1864                            | 1878                            | 1890                            | 1900                            | 1911                            | 1920                            | 1930                            | 1940                            | 1950                            | 1960                            | 1970                            | 1981                            | 1991                            | 2001                            | 2011                            |
| 503                             | 496                             | 485                             | 533                             | 633                             | 683                             | 707                             | 710                             | 737                             | 759                             | 878                             | 1 049                           | 1 131                           | 1 676                           | 1 815                           |

| Distribuição da População por Grupos etários | Distribuição da População por Grupos etários | Distribuição da População por Grupos etários | Distribuição da População por Grupos etários | Distribuição da População por Grupos etários | Distribuição da População por Grupos etários | Distribuição da População por Grupos etários | Distribuição da População por Grupos etários | Distribuição da População por Grupos etários | Distribuição da População por Grupos etários |
| -------------------------------------------- | -------------------------------------------- | -------------------------------------------- | -------------------------------------------- | -------------------------------------------- | -------------------------------------------- | -------------------------------------------- | -------------------------------------------- | -------------------------------------------- | -------------------------------------------- |
| Ano                                          | 0-14 Anos                                    | 15-24 Anos                                   | 25-64 Anos                                   | > 65 Anos                                    |                                              | 0-14 Anos                                    | 15-24 Anos                                   | 25-64 Anos                                   | > 65 Anos                                    |
| 2001                                         | 386                                          | 231                                          | 907                                          | 152                                          |                                              | 23,0%                                        | 13,8%                                        | 54,1%                                        | 9,1%                                         |
| 2011                                         | 345                                          | 246                                          | 1026                                         | 198                                          |                                              | 19,0%                                        | 13,6%                                        | 56,5%                                        | 10,9%                                        |

## História
A primeira referência conhecida à freguesia de Gião data de 1078 em documento que a denomina como Villa Iuliam e a menciona como curato do Mosteiro de São Bento de Avé-Maria, do Porto. Outra referência histórica é a "Casa da Beira", actualmente residência rústica, que reza a tradição, foi, antigamente, um remoto e há muito desaparecido mosteiro de freiras beneditinas anexado mais tarde ao da Ordem do Porto, aquando da sua fundação pelo rei D. Manuel I.
Segundo J. Costa, quando em 1944 se procedia a obras de terraplanagem com vista à abertura da atual estrada camarária, que atravessa parte dos antigos terrenos da “Quinta da Beira”, terão surgido “grandes vestígios de alicerces do extinto Mosteiro”, confirmando-se assim a referida tradição, já propalada, em finais do século passado, pela famigerada obra de Pinho Leal, “Portugal Antigo e Moderno”.
Vaz Ferreira deixou mesmo em aberto a possibilidade de aquele remoto cenóbio coincidir com o documentado Mosteiro de Azevedo (“aceveto”), dedicado a S. Miguel Arcanjo e fundado por um tal Gundosindo no ano de 897. Na verdade, subsiste em Gião um lugar de Azevedo, embora na vizinha antiga freguesia de Caldas de São Jorge se registe idêntico topónimo.
Resta aguardar que a arqueologia possa um dia dissipar as dúvidas subsistentes. Em relação ao padroado local (direito de apresentação do pároco), sabe-se que o mesmo andou, em época baixo-medieval, nas mãos das freiras beneditinas de Vila Cova das Donas (atual extinta freguesia de Sandim, Município de Vila Nova de Gaia), passando posteriormente e com a extinção deste, ao então fundado Convento de Ave Maria do Porto (século XVI). 

## Etimologia
No que diz respeito à etimologia da denominação paroquial, a documentação medieval servirá como excelente fonte de discernimento, pois já por 1078 se alude a “uilla iuliani”, em um diploma citado por Domingos Moreira.
Tal facto facilmente comprovara que a forma actual “Gião” corresponde (como usualmente acontece) à versão popular daquele genitivo de antropónimo latino – “Juliani” – foneticamente evoluído através das arcaicas formas ortográficas “Juiam” ou “Joyam” (século XIII) até “geãao” (1514), “Giaõm (1527) e “Giam” (1542).
A actual grafia surgirá ainda no decorrer do século XVI. A Igreja de Santo André de Gião (“Santi Andree de Juiam”) aparece arrolada no bem conhecido “Censual do Cabido da Sé do Porto” e no chamado “Rol das Igrejas do Rei”, em ambos os casos documentando a sua existência pela primeira metade do século XIII. Alias, já em 1220 se refere uma Igreja “in Vicam” ou “Vioam”, afinal duas outras grafias (a primeira, se calhar, com deficiente leitura) do mesmo topónimo.

## Património
- Igreja de Santo André (Igreja Matriz)

A igreja paroquial de Gião é dedicada ao mártir Santo André. É de reduzidas dimensões mas prima por um certo equilíbrio de formas e volumes. Os seus elementos arquitectónicos reportam-se à segunda metade do séc. XVIII mas será de origem anterior.
- Igreja de Nossa Senhora da Hora

... 
- Nicho do Calvário

Fora da nave mas ainda dentro do adro envolvente à igreja, no muro a poente, defronte da porta principal, existe um interessante nicho em baixo-relevo datado de 1890 o qual encerra uma placa de calcário e de oficina coimbrã de meados do séc. XV, mas de execução corrente com o relevo do "Calvário" como motivo.
- Cruzes dos Passos

Para além da igreja e do referido nicho no muro do adro, constituem património cultural e religioso os cruzeiros existentes. Os Passos são compostos por um conjunto de 13 cruzes numeradas, a primeira frente à igreja, da segunda à oitava na estrada, da nona à décima terceira no morro. Trata-se de cruzes simples assentes sobre pequeno pedestal. A Cruz do Calvário, correspondente à décima segunda, é decorada de rosetas e losangos e está gravada com a inscrição de 1722.
- Calvário de Gião

Interessante espaço no alto do lugar do Outeiro, voltado para o vale da Beira. É constituído por escadório frontal com acesso pela conhecida recta de Gião (Avenida da Igreja) e pelo terreiro onde estão dispostos os cruzeiros em granito, alguns com interessantes baixos-relevos. A meio do escadório é possível observar uma representação em azulejo da 5ª Estação da Via-Sacra em que Simão Cirineu ajuda a Jesus.
- Cruzeiro paroquial

Cruzeiro assente em pedestal decorado, sem protecção, localizado junto ao cemitério e com data de construção original no século XVIII.
- Alminhas

Existem algumas alminhas de relativo interesse arquitectónico, espalhadas pela freguesia.
- Parque de Lazer de Gião

Espaço agradável, com uma zona verde e arborizada, complementada com espaços propícios a convívios e eventos recreativos e culturais.
- Polidesportivo de Gião

Obra inacabada contou com um subsídio da Câmara para a sua construção no valor de 300 mil euros.
- Fontes

Fonte do Parque de Lazer, Fonte do Godinho (lavadouro com inscrição de 1968), Fonte da Recta de Gião (lavadouro) e Fonte Fundo de Canedinho (lavadouro). 
- A descobrir...

Antigos moinhos, espigueiros e solares e trilhos de BTT.

## Educação
Gião dispõe de duas escolas pertencentes ao Agrupamento de Escolas da Corga de Lobão: 
- Jardim de Infância Igreja-Gião

Veio substituir o antigo jardim de infância da Beira, actual Galeria de Arte Santo André.
- Escola EB1 Beira-Gião

Veio substituir a antiga escola primária do Outeiro, actual Casa da Cultura.

## Coletividades
Estas são as instituições que dinamizam e agitam de forma cultural, desportiva e social as vivências das gentes da Vila:
- Casa da Cultura de Gião

O edifício da antiga escola primária do Outeiro foi reconstruído, requalificado e ampliado para dinamizar atividades culturais e acolher uma galeria de arte e escola de desenho e pintura. No edifício antigo ficou instalada a sala polivalente. No espaço ampliado localizam-se a entrada, o foyer, a sala de atividades culturais (música e teatro), as instalações sanitárias, o bar e a zona de circulação. A Casa da Cultura de Gião representou um investimento global de cerca de 200 mil euros e teve uma comparticipação financeira de 60% do PRODER, através da Associação de Desenvolvimento Integrado das Terras de Santa Maria (ADRITEM).
- Galeria de Arte Santo André

...
- Associação Cultural e Desportiva de Gião

Associação de Futsal Feminino fundada em 1991 e integrada na Associação de Futebol de Aveiro.
- Clube Jovens d'Ouro

Clube desportivo de Taekwondo fundado em 2010. Tem ginásios em Gião, Esmoriz e Sanguedo.
- Centro Social de Gião

O Centro Social de Gião foi inaugurado a 26 de Novembro de 2011, pelo Secretário de Estado da Solidariedade Social, Dr. Marco António Costa, na presença do Presidente da Câmara Municipal da Feira, Sr. Alfredo Henriques.

## Actividades Económicas
- Pequenas empresas de Construção Civil
- Restauração
- Serração de Madeiras

## Festas e Romarias
- Festa de Nossa Senhora da Hora - 40.º dia após a Páscoa.
- Festa de Santo André - Último Domingo de Novembro.